# Youtubers Life
Youtubers Life è un videogioco di simulazione di vita sviluppato dalla compagnia spagnola U-Play Online.
È stato lanciato su Steam Early Access a maggio 2016.

## Modalità di gioco
Youtubers Life combina elementi di simulazione di vita e di business, prendendo ispirazione da giochi come Game Dev Tycoon e The Sims. Il giocatore controlla un personaggio che cerca di costruire una carriera su YouTube, gestendo la creazione di video, l'istruzione e la vita sociale del personaggio. Man mano che il personaggio si sviluppa, il giocatore deve gestire dipendenti e una rete di contenuti in espansione. Guadagnando dai video e completando collaborazioni, è possibile migliorare le attrezzature e la casa del personaggio, oltre a potenziare le sue abilità.

## Sviluppo
Il gioco è stato sviluppato da U-Play Online, un'azienda indipendente con sede a Barcellona, in Spagna. Dopo essere stato approvato su Steam Greenlight nel 2015, il gioco è stato pubblicato su Microsoft Windows e OS X il 18 maggio 2016. Nel novembre 2018, è uscita la Youtubers Life OMG! Edition per Nintendo Switch, PlayStation 4 e Xbox One.
Il seguito del gioco, Youtubers Life 2, è stato annunciato e pubblicato nel 2021, il 19 ottobre.